# Karl Jaberg
Karl Jaberg (Langenthal, cantó de Berna, Suïssa, 24 d'abril de 1877 – Berna, 30 de maig de 1958) fou un romanista i dialectòleg suís. És famós per la seua realització, amb Jakob Jud, de l'atles lingüístic de Suïssa (Sprach- und Sachatlas Italiens und der Südschweiz o AIS).

## Vida
Després dels estudis primaris i secundaris, Jaberg va començar els estudis de filologia romànica a la Universitat de Berna el 1895. També a Berna va obtenir el grau de doctor el 1900 amb una tesi intitulada Pejorative Bedeutungsentwicklung im Französischen (publicada a la Zeitschrift für romanische Philologie 1901, 1903, 1905) i dirigida per Emile Freymond. En el curs següent (1900-1901) feu una estada a París on tingué com a mestres Gaston Paris, Ferdinand Brunot i Jules Gilliéron. Aquest darrer l'influencià particularment. Després d'alguns anys en l'ensenyament secundari, el 1906 va defensar la tesi d'habilitació a Zúric dirigida per Jakob Ulrich (Über die assoziativen Erscheinungen in der Verbalflexion einer südostfranzösischen Dialektgruppe. Eine prinzipielle Untersuchung; publicada a Aarau el 1906). A partir de 1907 i fins a 1945 fou professor de filologia romànica i italiana a la universitat de Berna. En fou rector el curs 1931-1932.
Amb Jakob Jud van posar en marxa el projecte de l'Atles lingüístic d'Itàlia i el sud de Suïssa (Sprach- und Sachatlas Italiens und der Südschweiz; sigla AIS, publicat en vuit volums entre 1928 i 1940 (accés on-line Arxivat 2016-12-11 a Wayback Machine.).
De 1942 a 1948 fou director del Glossaire des Patois de la Suisse Romande. Des de 1937 fou membre corresponent de la Preußische Akademie der Wissenschaften. Fou també el segon president des de la seva fundació de la Société de Linguistique Romane (1928-1930) i co-organitzador del segon Congrés Internacional de Lingüística i Filologia Romàniques.
Després de la seva mort la seva biblioteca i arxiu van ser donats a la biblioteca del seminari romànic de la universitat de Berna (Karl Jaberg-Bibliothek) i que actualment està integrada a la biblioteca de la facultat.

## Altres obres
[per l'AIS, vegeu en el cos del text]
- Sprache als Äußerung und Sprache als Mitteilung, Braunschweig, 1917
- Idealistische Neuphilologie : Sprachwissenschaftliche Betrachtungen, Heidelberg, 1926
- (amb Jakob Jud) Der Sprachatlas als Forschungsinstrument, Halle an der Saale, 1928
- Aspects géographiques du langage: Conférences faites au Collège de France, Décembre 1933, Paris, 1936
- Sprachwissenschaftliche Forschungen und Erlebnisse, París, Zúric, Leipzig, 1937
- Sprachwissenschaftliche Forschungen und Erlebnisse: Neue Folge, (editat per Siegfried Heinimann), Berna, 1965